# Millénium (série de films)
Pour les articles homonymes, voir Millenium et Millénium (film, 2009).
 Pour plus de détails, voir Fiche technique et Distribution
Millénium est une saga cinématographique suédoise, inspirée des romans Millénium de Stieg Larsson.

## Composition
- Millénium, film de Niels Arden Oplev, sorti en 2009
- Millénium 2 : La Fille qui rêvait d'un bidon d'essence et d'une allumette, film de Daniel Alfredson, sorti en 2010
- Millénium 3 : La Reine dans le palais des courants d'air, film de Daniel Alfredson, sorti en 2010
- Millénium : Les Hommes qui n'aimaient pas les femmes, remake américain par David Fincher du premier film de Niels Arden Oplev; sorti en 2011
- Millénium : Ce qui ne me tue pas, film de Fede Álvarez, sorti en 2018

## Fiche technique
| Titre                        | Millénium                           | Millénium 2                       | Millénium 3                  | Millénium : Les Hommes qui n'aimaient pas les femmes | Millénium : Ce qui ne me tue pas        |
| ---------------------------- | ----------------------------------- | --------------------------------- | ---------------------------- | ---------------------------------------------------- | --------------------------------------- |
| Réalisateurs                 | Niels Arden Oplev                   | Daniel Alfredson                  | Daniel Alfredson             | David Fincher                                        | Fede Álvarez                            |
| Scénaristes                  | Nikolaj Arcel et Rasmus Heisterberg | Jonas Frykberg                    | Jonas Frykberg et Ulf Ryberg | Steven Zaillian                                      | Steven Knight, Fede Álvarez et Jay Basu |
| Monteurs                     | Anne Østerud                        | Mattias Morheden                  | Mattias Morheden             | Kirk Baxter et Angus Wall                            | Tatiana S. Riegel                       |
| Producteurs                  | Søren Stærmose                      | Søren Stærmose                    | Søren Stærmose               | Søren Stærmose                                       | Søren Stærmose                          |
| Producteurs                  |                                     |                                   |                              | Ceán Chaffin                                         | Eli Bush                                |
| Producteurs                  |                                     |                                   | Scott Rudin                  |                                                      |                                         |
| Producteurs                  |                                     |                                   | Ole Søndberg                 |                                                      |                                         |
| Producteurs                  |                                     |                                   |                              | Berna Levin                                          |                                         |
| Producteurs                  |                                     |                                   |                              | Amy Pascal                                           |                                         |
| Producteurs                  |                                     |                                   |                              | Elizabeth Cantillon                                  |                                         |
| Musique                      | Jacob Groth                         | Jacob Groth                       | Jacob Groth                  | Trent Reznor et Atticus Ross                         | Roque Baños                             |
| Directeur de la photographie | Eric Kress                          | Peter Mokrosinski                 | Peter Mokrosinski            | Jeff Cronenweth                                      | Pedro Luque                             |
| Sortie cinéma                | 13 mai 2009                         | 30 juin 2010                      | 28 juillet 2010              | 18 janvier 2012                                      | 14 novembre 2018                        |
| Sortie cinéma ,              | 27 février 2009                     | 18 septembre 2009                 | 27 novembre 2009             |                                                      |                                         |
| Sortie cinéma                | 27 février 2009                     | 18 septembre 2009                 | 27 novembre 2009             |                                                      | 26 octobre 2018                         |
| Sortie cinéma                | 20 mai 2009                         | 13 janvier 2010                   | 19 mai 2010                  |                                                      |                                         |
| Sortie cinéma                | 29 mai 2009                         |                                   | 30 avril 2010                | 21 décembre 2011                                     |                                         |
| Sortie cinéma                |                                     |                                   | 27 novembre 2009             |                                                      |                                         |
| Sortie cinéma                |                                     |                                   |                              | 21 décembre 2011                                     | 9 novembre 2018                         |
| Durée                        | 152 minutes                         | 129 minutes                       | 198 minutes                  | 158 minutes                                          | 117 minutes                             |
| Budget                       | n/a                                 | n/a                               | 120 000 000 SEK              | 90 000 000 de dollars                                | n/a                                     |
| Genres                       | thriller                            | thriller                          | thriller                     | thriller                                             | thriller                                |
| Pays d'origine               | Suède                               | Suède                             | Suède                        | Suède                                                | Suède                                   |
| Sociétés de production       |                                     |                                   |                              |                                                      |                                         |
| Yellow Bird Films            |                                     |                                   |                              |                                                      |                                         |
| Music Box Films              | Sveriges Television                 | Sveriges Television               | Scott Rudin Productions      | Scott Rudin Productions                              |                                         |
| Alliance Films               | Nordisk Film                        | Nordisk Film                      |                              | The Cantillon Company                                |                                         |
| Lumiere                      | Zweites Deutsches Fernsehen (ZDF)   | Zweites Deutsches Fernsehen (ZDF) |                              | Sony Pictures Entertainment                          |                                         |
| GAGA                         |                                     |                                   |                              |                                                      |                                         |
| Distributeur France          | UGC Distribution                    | UGC Distribution                  | UGC Distribution             | Sony Pictures Releasing France                       | Sony Pictures Releasing France          |

## Distribution
| Personnages               | Films                    | Films                    | Films                    | Films                                                | Films                            |  |
| Personnages               | Millénium                | Millénium 2              | Millénium 3              | Millénium : Les Hommes qui n'aimaient pas les femmes | Millénium : Ce qui ne me tue pas |  |
| ------------------------- | ------------------------ | ------------------------ | ------------------------ | ---------------------------------------------------- | -------------------------------- |  |
| Lisbeth Salander          | Noomi Rapace             | Noomi Rapace             | Noomi Rapace             | Rooney Mara                                          | Claire Foy                       |  |
| Mikael Blomkvist          | Michael Nyqvist          | Michael Nyqvist          | Michael Nyqvist          | Daniel Craig                                         | Sverrir Gudnason                 |  |
| Erika Berger              | Lena Endre               | Lena Endre               | Lena Endre               | Robin Wright                                         | Vicky Krieps                     |  |
| Alexander Zalachenko      | Georgi Staykov           | Georgi Staykov           | Georgi Staykov           |                                                      | Mikael Persbrandt                |  |
| Annika Giannini           | Annika Hallin            | Annika Hallin            | Annika Hallin            | Embeth Davidtz                                       |                                  |  |
| Maître Nils Bjurman       | Peter Andersson          | Peter Andersson          |                          | Yorick van Wageningen                                |                                  |  |
| Henrik Vanger             | Sven-Bertil Taube        |                          |                          | Christopher Plummer                                  |                                  |  |
| Martin Vanger             | Peter Haber              |                          |                          | Stellan Skarsgård                                    |                                  |  |
| Cecilia Vanger            | Marika Lagercrantz       |                          |                          | Geraldine James                                      |                                  |  |
| Dirch Frode               | Ingvar Hirdwall          |                          |                          | Steven Berkoff                                       |                                  |  |
| Harald Vanger             | Gösta Bredefeldt         |                          |                          |                                                      |                                  |  |
| Inspecteur Morell         | Björn Granath            |                          |                          | Donald Sumpter                                       |                                  |  |
| Harriet Vanger            | Ewa Fröling              |                          |                          |                                                      |                                  |  |
| Anita Vanger              |                          |                          |                          | Joely Richardson                                     |                                  |  |
| Hans-Erik Wennerström     | Stefan Sauk              |                          |                          | Ulf Friberg                                          |                                  |  |
| Isabella Vanger           | Gunnel Lindblom          |                          |                          |                                                      |                                  |  |
| Birger Vanger             | Willie Andreason         |                          |                          |                                                      |                                  |  |
| Plague                    | Tomas Köhler             |                          | Tomas Köhler             |                                                      | Cameron Britton                  |  |
| Dragan Armanskij          | Michalis Koutsogiannakis | Michalis Koutsogiannakis | Michalis Koutsogiannakis | Goran Višnjić                                        |                                  |  |
| Malou Erikson             | Sofia Ledarp             | Sofia Ledarp             | Sofia Ledarp             |                                                      |                                  |  |
| Enrico                    | Reuben Sallmander        | Reuben Sallmander        |                          |                                                      |                                  |  |
| Miriam Wu                 | Yasmine Garbi            | Yasmine Garbi            |                          | Élodie Yung                                          |                                  |  |
| Ronald Niedermann         |                          | Mikael Spreitz           | Mikael Spreitz           |                                                      |                                  |  |
| Paolo Roberto             |                          | Lui-même                 |                          |                                                      |                                  |  |
| Sonja Modig               |                          | Tanja Lorentzon          | Tanja Lorentzon          |                                                      |                                  |  |
| Holger Palmgren           |                          | Per Oscarsson            | Per Oscarsson            |                                                      |                                  |  |
| Christer Malm             |                          | Jacob Ericksson          | Jacob Ericksson          |                                                      |                                  |  |
| Dr Peter Teleborian       |                          | Anders Ahlbom Rosendahl  | Anders Ahlbom Rosendahl  |                                                      |                                  |  |
| Gunnar Björk              |                          | Ralph Carlsson           |                          |                                                      |                                  |  |
| Procureur Richard Ekström |                          | Niklas Hjulström         | Niklas Hjulström         |                                                      |                                  |  |
| Hans Faste                |                          | Magnus Krepper           | Magnus Krepper           |                                                      |                                  |  |
| Inspecteur Jan Bublanski  |                          | Johan Kylén              | Johan Kylén              |                                                      |                                  |  |
| Dag Svensson              |                          | Hans-Christian Thulin    |                          |                                                      |                                  |  |
| Mia Bergman               |                          | Jennie Silfverhjelm      |                          |                                                      |                                  |  |
| Sonny Nieminen            |                          | Pelle Bolander           |                          |                                                      |                                  |  |
| Dr Sivarnandan            |                          | Sunil Munshi             |                          |                                                      |                                  |  |
| Niklas Eriksson           |                          | Daniel Gustavsson        |                          |                                                      |                                  |  |
| Irina Hammujärvi          |                          | Olga Henrikson           |                          |                                                      |                                  |  |
| Tony Scala                |                          | David Druid              |                          |                                                      |                                  |  |
| Jerker Holmberg           |                          | Donald Högberg           | Donald Högberg           |                                                      |                                  |  |
| Per-Åke Sandström         |                          | Ola Wahlström            |                          |                                                      |                                  |  |
| Refik Alba                |                          | Dennis Önder             |                          |                                                      |                                  |  |
| Magge Lundin              |                          | Thomas Lindblad          |                          |                                                      |                                  |  |
| Monica Figuerola          |                          |                          | Mirja Turestedt          |                                                      |                                  |  |
| Edklinth                  |                          |                          | Niklas Falk              |                                                      |                                  |  |
| Evert Gullberg            |                          |                          | Hans Alfredson           |                                                      |                                  |  |
| Fredrik Clinton           |                          |                          | Lennart Hjulström        |                                                      |                                  |  |
| Hallberg                  |                          |                          | Jan Holmquist            |                                                      |                                  |  |
| Jonasson                  |                          |                          | Aksel Morisse            |                                                      |                                  |  |
| Bengt Janeryd             |                          |                          | Carl-Åke Eriksson        |                                                      |                                  |  |
| Bertil Wadensjö           |                          |                          | Jacob Nordenson          |                                                      |                                  |  |
| Susanne Linder            |                          |                          | Sanna Krepper            |                                                      |                                  |  |
| Holger Palmgren           |                          |                          | Per Oscarsson            |                                                      |                                  |  |
| Sandberg                  |                          |                          | Johan Holmberg           |                                                      |                                  |  |
| Georg Nyström             |                          |                          | Rolf Degerlund           |                                                      |                                  |  |
| Domare                    |                          |                          | Ylva Lööf                |                                                      |                                  |  |
| Sonny Nieminen            |                          |                          | Pelle Bolander           |                                                      |                                  |  |
| Waltari                   |                          |                          | Nicklas Gustavsson       |                                                      |                                  |  |
| Sjuksköterska             |                          |                          | Aida Gordon              |                                                      |                                  |  |
| Miro Nikolic              |                          |                          | Ismet Sabaredzovic       |                                                      |                                  |  |
| Tomi Nikolic              |                          |                          | Hamidja Causevic         |                                                      |                                  |  |
| Pernilla Blomkvist        |                          |                          |                          | Josefin Asplund                                      |                                  |  |
| Liv                       |                          |                          |                          | Arly Jover                                           |                                  |  |
| Christer Malm             |                          |                          |                          | Joel Kinnaman                                        |                                  |  |
| Ed Needham                |                          |                          |                          |                                                      | Lakeith Stanfield                |  |
| Camilla Salander          |                          |                          |                          |                                                      | Sylvia Hoeks                     |  |
| Frans Balder              |                          |                          |                          |                                                      | Stephen Merchant                 |  |
| Jan Holtser               |                          |                          |                          |                                                      | Claes Bang                       |  |
| August Balder             |                          |                          |                          |                                                      | Christopher Convery              |  |
| Gabriella Grane           |                          |                          |                          |                                                      | Synnøve Macody Lund              |  |
| Maria                     |                          |                          |                          |                                                      | Andreja Pejić                    |  |
| Peter Ahlgren             |                          |                          |                          |                                                      | Volker Bruch                     |  |